# Cepola macrophthalma
La cinta (Cepola macrophthalma) es un pez marino de la familia de los cepólidos, común en el mar Mediterráneo y este del Atlántico.

## Morfología
Tiene el cuerpo en forma de larga cinta, de ahí su nombre, disminuyendo gradualmente el grosor hasta acabar en una cola puntiaguda. Las largas aletas de este pez tienen decenas de radios, ninguno de ellos con espinas, prácticamente unidas las aletas dorsal y anal con la aleta caudal.
La boca es grande y oblicua, con los finos dientes muy espaciados en ambas mandíbulas.
La talla máxima descrita ha sido 80 cm.

## Hábitat y biología
El área de distribución de esta especie es por la costa este del océano Atlántico desde las islas británicas hasta Senegal, así como por casi todo el mar Mediterráneo.
Se encuentra en los 15 y los 400 m de profundidad, en el fondo de arena o fango. Vive escondido en madrigueras verticales cavadas en dicho fondo, aunque se le puede encontrar nadando en aguas intermedias, individualmente o en grupos.
Se alimenta sobre todo de pequeños crustáceos.

## Pesca y gastronomía

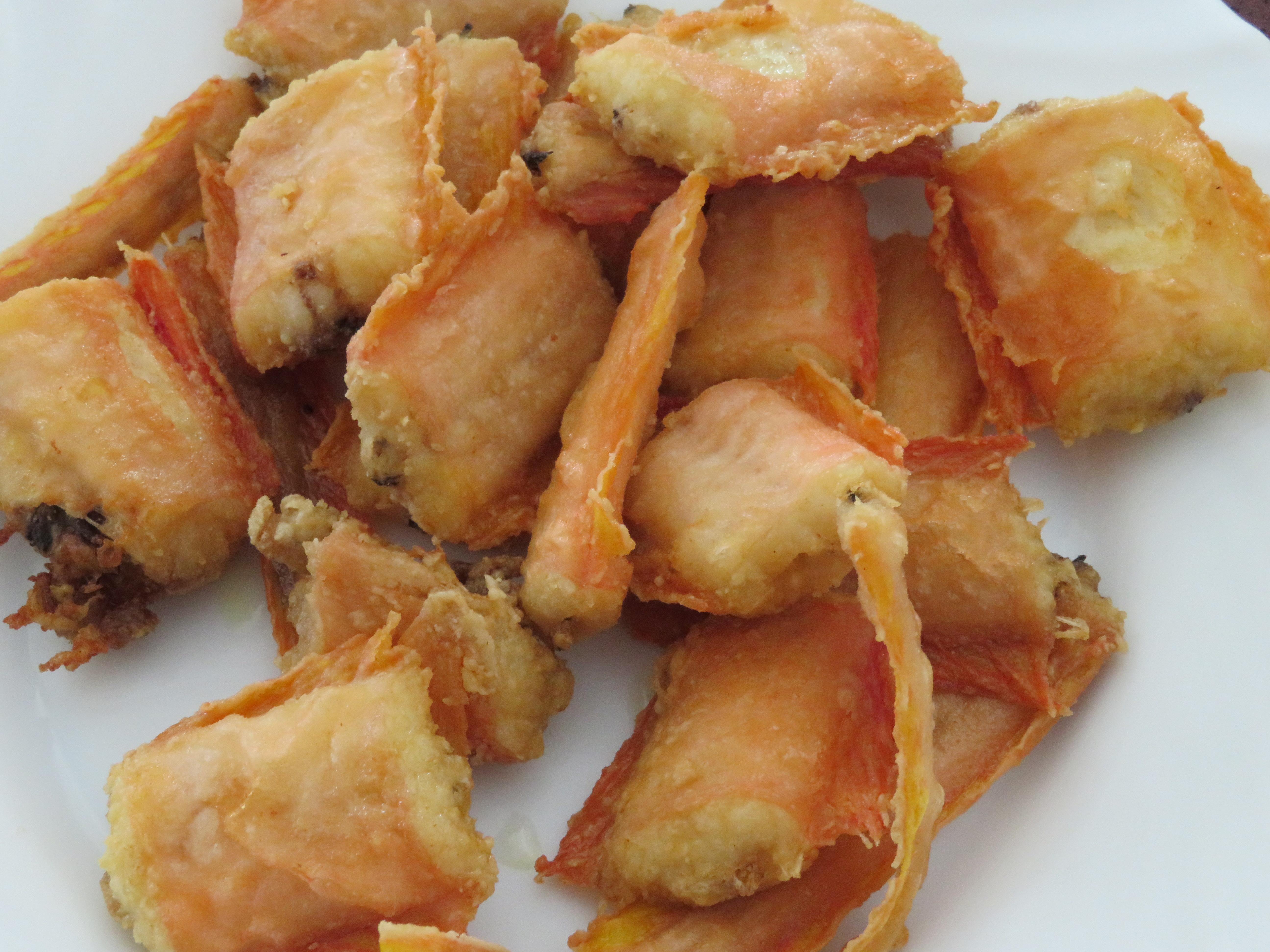
Pescado frito. Pez Cinta. Cepola macrophthalma (Origen: puerto pesquero de Peñíscola, España)

Se pesca y comercializa con frecuencia, aunque es un pescado de escaso precio poco conocido.